# ROKS Kwang Ju (DD-921)
ROKS Kwang Ju (DD-921) là tàu khu trục lớp Gearing thuộc biên chế của Hải quân Hàn Quốc. Tên tàu có nguồn gốc theo Gwangju, là thành phố lớn thứ sáu của Hàn Quốc và là thành phố trung ương. Đây là thủ phủ của tỉnh Nam Jeolla cho đến khi cơ quan đầu não của tỉnh được chuyển về làng Namak, huyện Muan năm 2005. Thành phố được thành lập năm 57 TCN, và từng là trung tâm chính trị-kinh tế lớn của Triều Tiên kể từ đó. Nó là một trong các trung tâm hành chính của Baekje trong thời kỳ Tam Quốc ở Triều Tiên.
Tàu nguyên là USS Richard E. Kraus (DD-849/AG-151) được đóng cho Hải quân Hoa Kỳ trong chiến tranh thế giới thứ hai. Tàu đặt tên theo Richard E. Kraus (1925–1944), người đã được trao Huân chương danh dự vì sự dũng cảm của mình" trong Trận Peleliu.
Richard E. Kraus đã được bắt đầu đóng tại Bath Iron Works, Bath, Maine vào ngày 31 tháng 7 năm 1945; hạ thủy vào ngày 2 tháng 3 năm 1946; được đỡ đầu bởi bà Edwin Olsen và tàu nhập biên chế tại Nhà máy đóng tàu Hải quân Boston vào ngày 23 tháng 5 năm 1946, Thuyền trưởng đầu tiên là R. J. Oliver. Tàu từng hoạt động trong các vùng chiến sự như: Chiến tranh Sáu ngày, Chiến tranh Việt Nam.

## Phục vụ Hải quân Hàn Quốc
Tàu khu trục vẫn được sử dụng cho đến khi tàu đổ bộ vào hoạt động vào ngày 1 tháng 7 năm 1976, cùng ngày và chính thức chuyển giao cho Hàn Quốc thông qua Chương trình Hỗ trợ An ninh vào ngày 23 tháng 2 năm 1977. Tàu chiến phục vụ như là tàu ROKS "Kwang Ju" (DD-921) biên chế trong Hải quân Hàn Quốc cho đến khi bị loại bỏ vào ngày 29 tháng 12 năm 2000.